# Elwro 105L

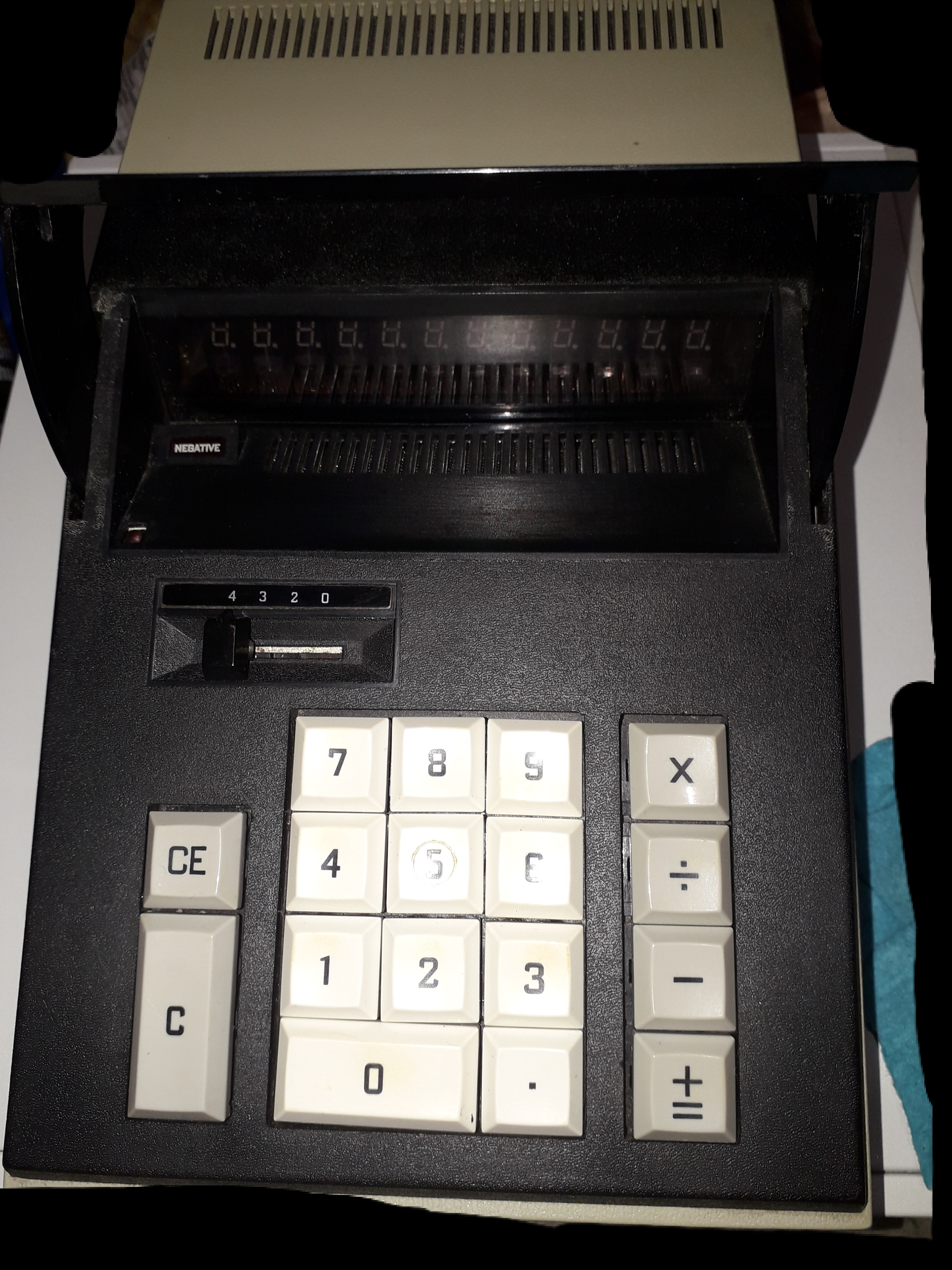

Elwro 105L – jeden z pierwszych polskich kalkulatorów biurowych produkowany przez zakłady Elwro we Wrocławiu, wyprodukowany w niewielu egzemplarzach, prototyp kalkulatora Elwro 105LN, od którego różnił się nieco obudową, kolorem klawiszy (jasne) i innym przełącznikiem dokładności obliczeń (przesuwny).

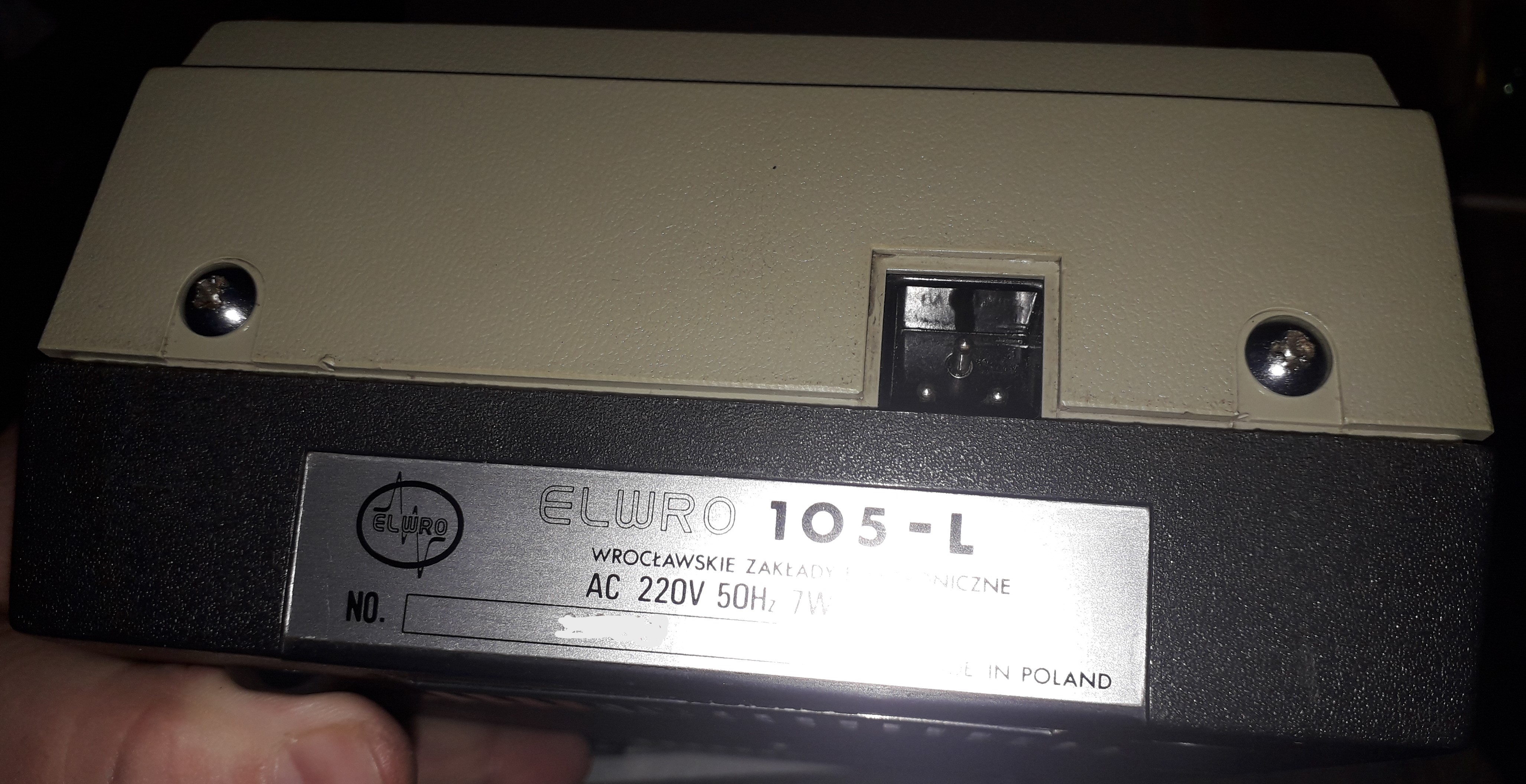
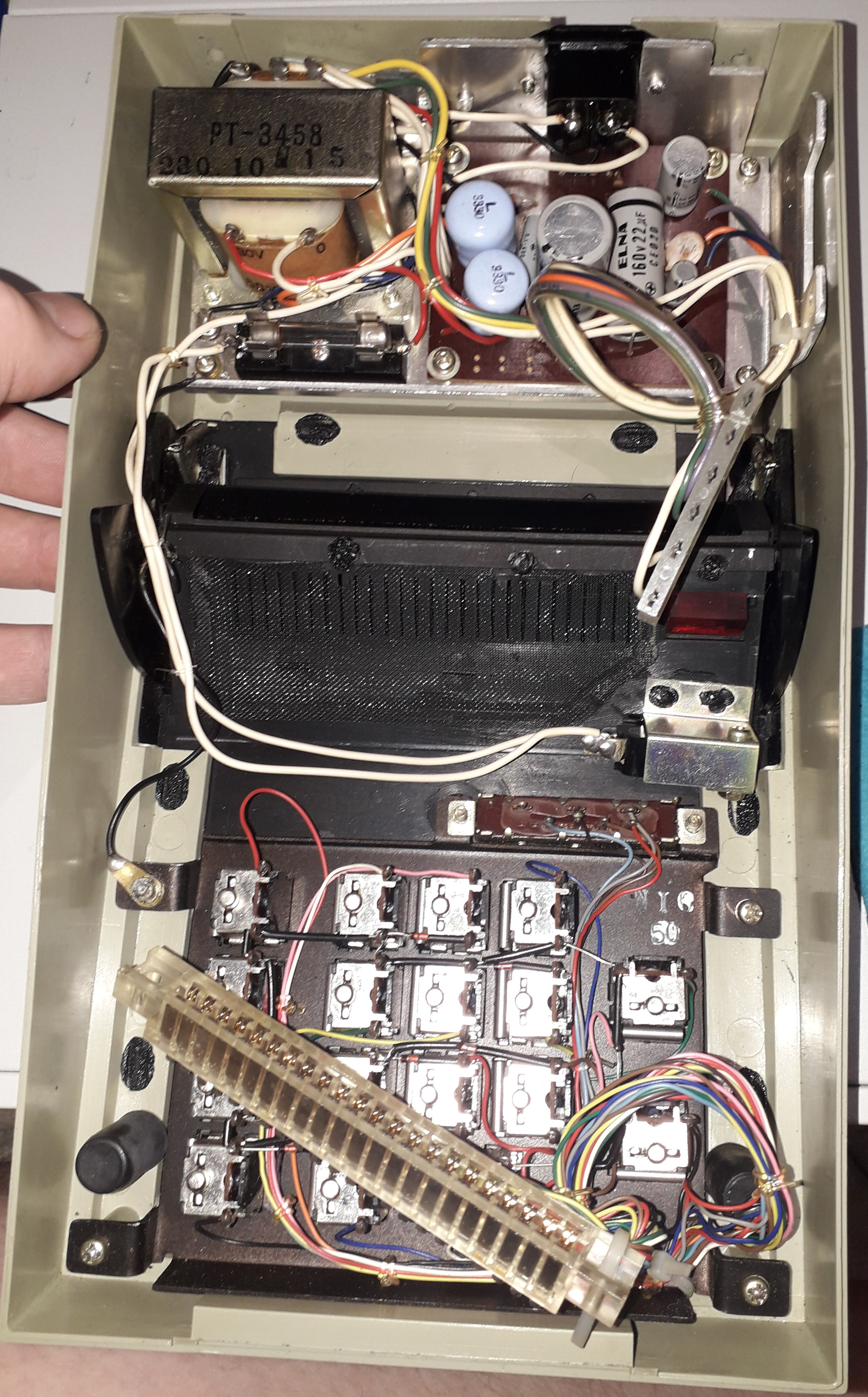
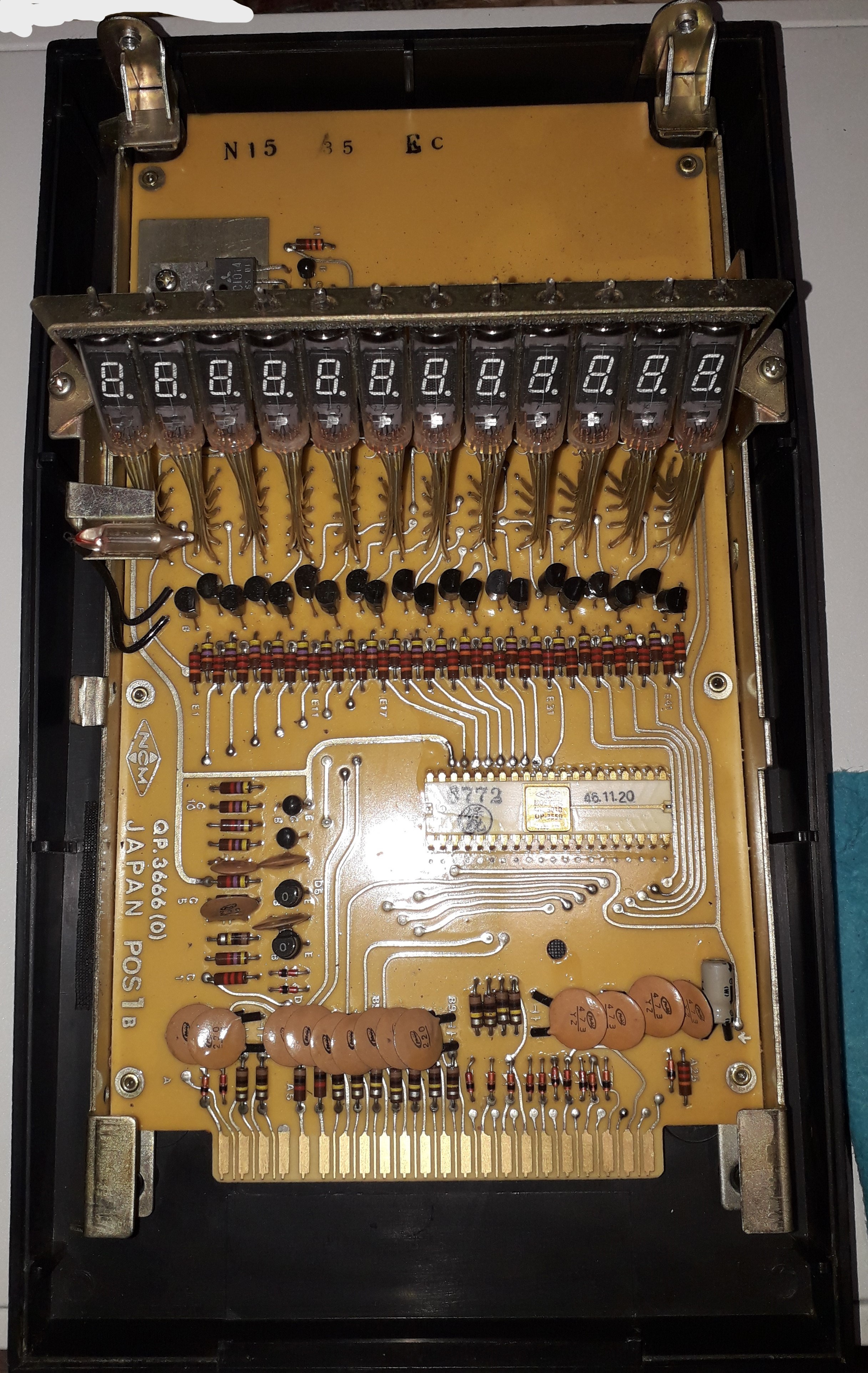
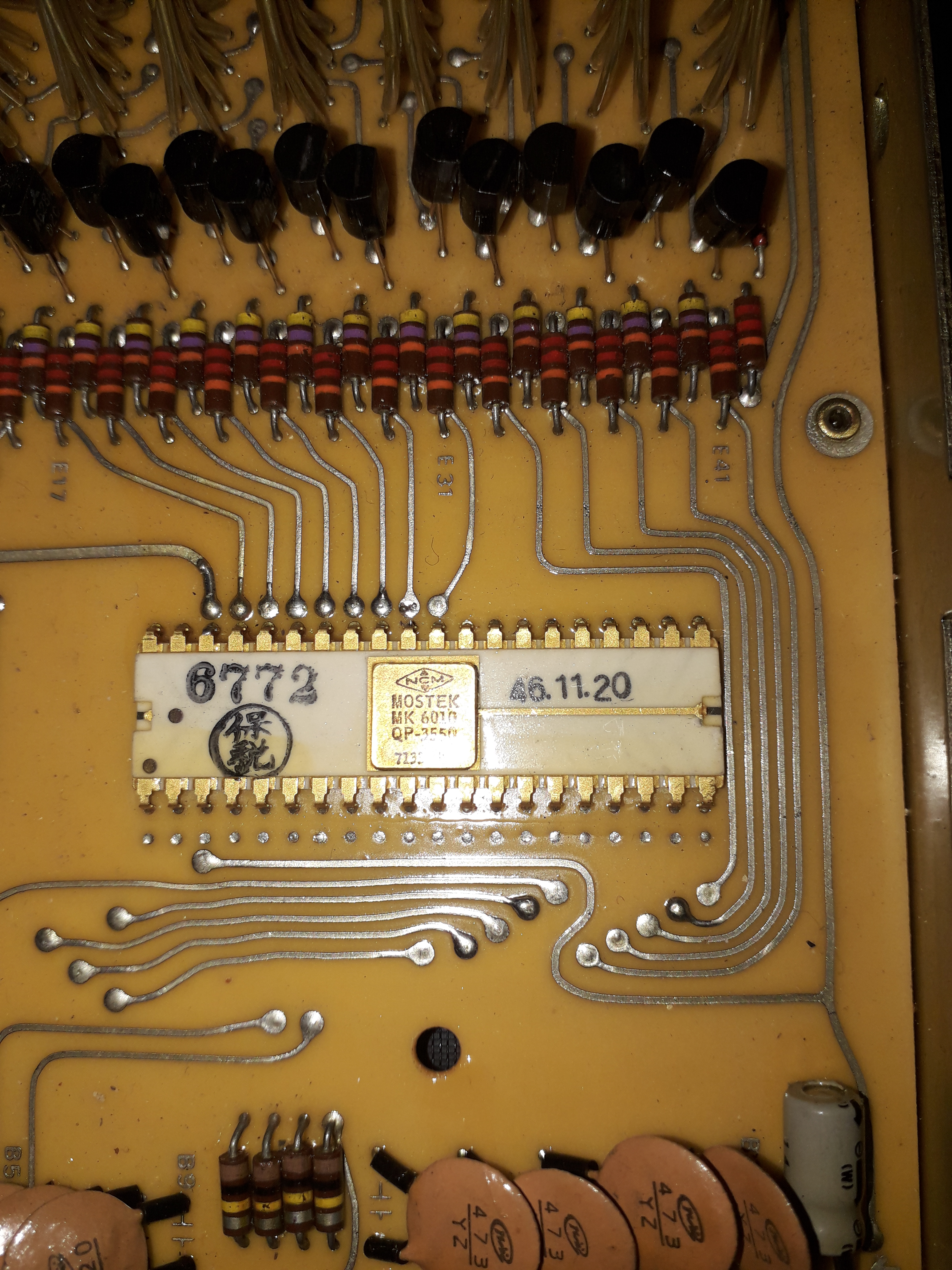
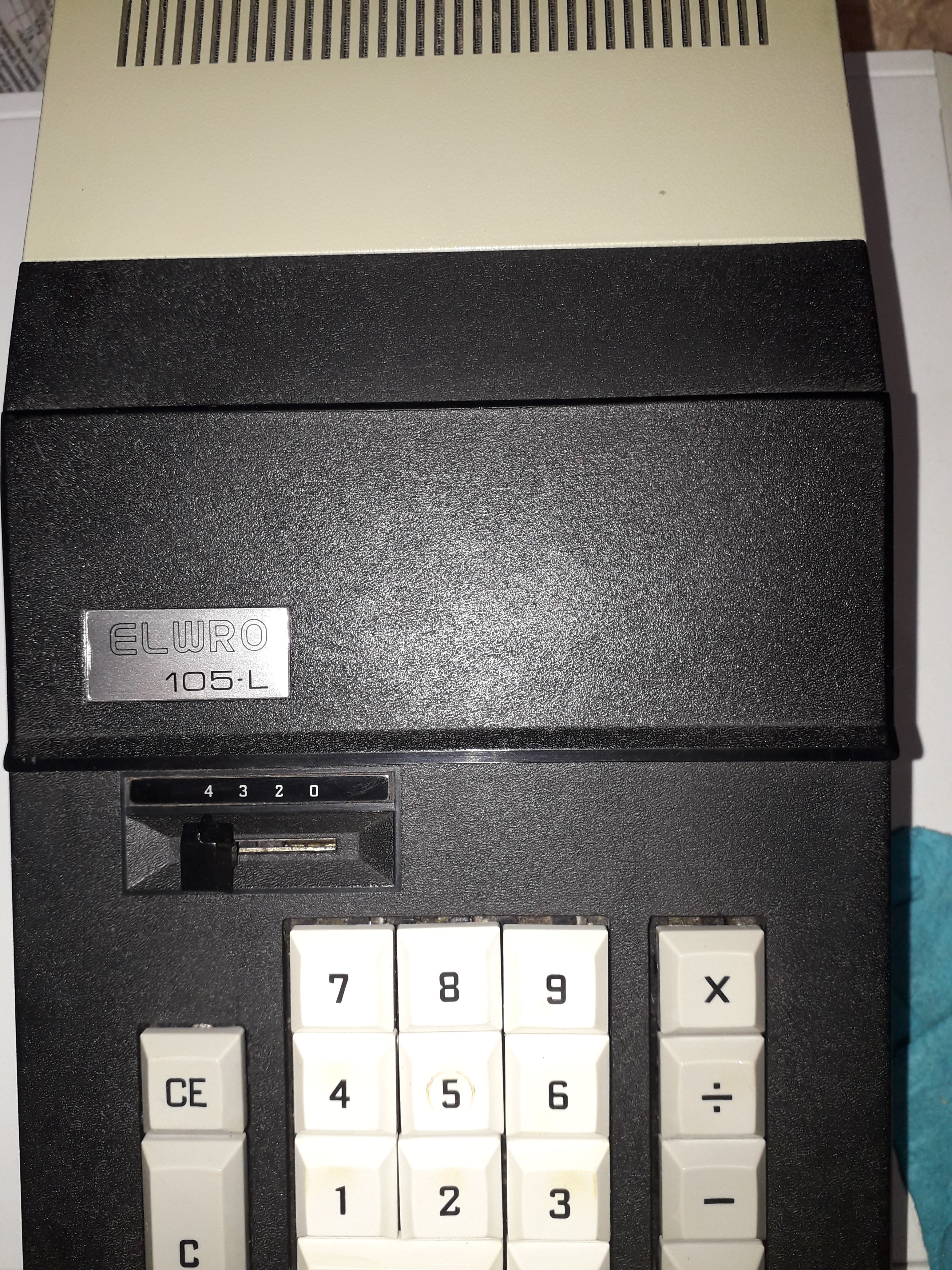
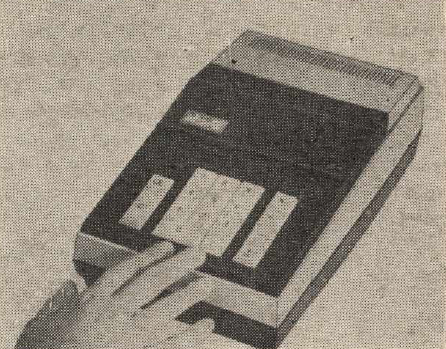